# Walter Strenge
Walter Strenge (* 2. Mai 1898 in Albany, New York; † 2. September 1974 in Los Angeles, Kalifornien) war ein US-amerikanischer Kameramann.

## Leben
Strenge begann seine Karriere Ende der 1920er Jahre. Bis zu Beginn der 1950er Jahre war er an Kinoproduktionen beteiligt, danach verlagerte sich sein Schwerpunkt zum Fernsehen und er war bis zu seinem Tod vor allem an Fernsehserien als Kameramann beteiligt. 
Strenge war Mitglied der American Society of Cinematographers und in den Jahren 1958 bis 1960 deren Präsident.
Im Jahr 1957 war Strenge für seine Arbeit an dem Film Im Lande Zorros für den Oscar in der Kategorie Beste Kamera nominiert. 
1970 wurde er für seine Arbeit an der Serie Dr. med. Marcus Welby mit dem Emmy ausgezeichnet. Zuvor war er bereits drei Mal für diesen Preis nominiert gewesen, zudem folgte 1971 und 1974 je eine weitere Nominierung.

## Filmografie (Auswahl)
- 1947: Ku Klux Klan – Banditen in Maske (The Burning Cross)
- 1954: Rocky Jones, Space Ranger (Fernsehserie)
- 1956: Im Lande Zorros (Stagecoach to Fury)
- 1957: Mörderische Falle (Hit and Run)
- 1958: In brutalen Händen (Cry Terror!)
- 1961: Gun Fight
- 1963: Hängt den Verräter (Sergeant Ryker)
- 1963–1969: Die Leute von der Shiloh Ranch (The Virginian, Fernsehserie)
- 1964–1965: The Munsters (Fernsehserie)
- 1966: Tal der Geheimnisse (Valley of Mistery)
- 1969–1974: Dr. med. Marcus Welby (Marcus Welby, M.D., Fernsehserie)
- 1971: Owen Marshall – Strafverteidiger (Owen Marshall: Counselor at Law)